# 程文德
程文德（1497年—1559年），字舜敷，初號益齋、後號質庵、復號松溪，学称松溪先生，浙江永康縣（今浙江省永康市）人，明朝政治人物、榜眼，翰林院學士、南京國子監祭酒。

## 生平
父亲程銈为弘治十二年進士，曾因忤逆劉瑾，多年不升；劉瑾被誅殺后，官至四川按察使司副使。程文德早年接受家庭影響，首先受業于胡璉、林文俊。十四歲，再拜朱芳、李滄為師。十五歲，進入縣學為秀才。十八歲時，前往蘭溪，拜章懋為師；后赴余姚，求學于王守仁，為姚江學派門人。正德十四年，程文德舉浙江鄉試第八名。嘉靖八年（1529年），會試第四名，殿試第二名進士及第（榜眼），授翰林院編修。嘉靖帝特例加封其父程銈為中憲大夫。
嘉靖十一年，進士杨名弹劾吏部尚书汪鋐、武定侯郭勛、太常陳道瀛、金贇仁等，嚴厲指責嘉靖帝任用不當，嘉靖帝震怒，當即逮捕楊名入狱，楊名被拷打將近昏死，但只供說奏章草案曾讓程文德過目。程文德因此受牽連，一併下詔獄。在被嘉靖帝命人拷問后，程自稱是幕後主使者，后被貶為信宜縣典史。他在途徑梧州時，被兩廣總督陶諧留下，聘任為嶺表書院主講。次年，奔赴信宜縣，被邀至高明書院主講。
嘉靖十四年，汪鋐被罷免致仕，程文德升任江西安福縣知縣，任內建造復古書院，并治理民政有方。不久父喪離職，丁憂除服后，起用為南京兵部員外郎。嘉靖二十年，轉為南京兵部郎中。后升爲廣東提學副使，未赴任，改南京國子監祭酒，再升至禮部右侍郎。俺答汗入犯京師，程文德鎮守宣武門，當時京師外難民紛紛奔來入城，京師九門中，唯獨宣武門放行，數萬人因此得以生還；不久，轉任吏部左侍郎。嘉靖三十二年，出任會試主考官，后兼任翰林院學士，掌詹事府，教授庶吉士。
嘉靖三十三年，北直隸、南直隸、河南、山東四省饑荒，程文德上書請賑災，得到批准。同年，供事于西苑的程文德，感歎宮中每年設醮祈禱，耗費大量經費，撰寫《元宵詞》中言語諷刺，嘉靖帝因此懷恨在心。當時禮部尚書一職空缺，當時朝廷推舉程文德擔任；嚴嵩父子控制朝廷，嚴世蕃向程文德索賄，遭到拒絕。次年，南京吏部尚書一職空缺，朝廷舉薦程文德；此時，嚴嵩上疏稱其寫青詞有欺君之心，程文德因而再次得罪明世宗，而被貶南京工部右侍郎；隨後他進諫勸嘉靖帝享平靜和平之福，明世宗認為他是誹謗嘲弄，而將程文德貶為民。程文德回籍后，專注于著書。死後，監察御史王好問請體恤；萬曆初年，加贈程文德禮部尚書，谥文恭。程文德墓現為永康市文物保护单位。

## 著作
程文德著有《松溪集》、《程文恭遗稿》等，收錄于《四庫全書》中。《松溪集》中包括十卷，分別講述對策、古體詩、今體詩、奏疏奏表、書、序、記錄、祭文、傳志銘以及雜論。其中以奏疏為長，并頗為切合明朝時政，一些內容是《明史》、《明會典》、《續通考》中沒有記載的。在其書中，他提出知識必須以躬身實踐為歸結，從中看到他的理論與王龙溪等人涉及禪學的思路有些許不同。
《程文恭遗稿》則包括三十二卷，其中前二十二卷均為文章；二十一卷后是詩歌，與《松溪集》相比，頗為言簡意賅，但所寫體格則獨為一體。

## 其他
楊名在詔獄期間，明世宗急於尋找其幕後主使。當時牽連到同榜榜眼程文德，程文德遂自稱是主使，并因此得罪、貶為信宜縣典史。事後程文德在給楊名的一首詩中答道：
|                  | 百年及第共承恩，四海交情真弟昆；主使何人吾道是，尚祈張膽叩天閽。 |
| ——《答楊實卿詩》 |                                                                  |

## 家族
曾祖程永延。祖父程世剛，封南京大理寺右評事。父程銈，按察司副使。母趙氏，封孺人。具慶下。兄文思。弟文謨、文訓。
程文德兩子均早亡，去世時只有孫子程光裕陪伴，因家貧無法下葬。五年后，總督胡宗憲過問下方才入土，并稱讚程文德：
|  | 正言正色学术无忝于儒臣，古道古心行谊足称乎君子。 |

## 延伸阅读
[在维基数据编辑]
 《明史卷二百八十三》，出自《明史》

| 官衔        | 官衔                             | 官衔          |
| ----------- | -------------------------------- | ------------- |
| 前任： 周瑞 | 明朝安福县知县 嘉靖十五年-十六年 | 繼任： 俞則全 |